# Notfall-CD
Der Begriff Notfall-CD bezeichnet im Bereich der Computersicherheit ein bootfähiges Medium, das der Reparatur oder Wiederherstellung eines defekten Systems dient.
Das wird notwendig, wenn das Betriebssystem des Computers so stark beschädigt ist, das dieses nicht mehr von der Festplatte gestartet werden kann. Auch wenn ein System mit Malware wie etwa Rootkits infiziert ist, kann eine Notfall-CD bei der Problembehebung oder der Datensicherung hilfreich sein. In der Regel kann von einer Notfall-CD aus ein Virenscan ausgeführt oder eine Datensicherung vorgenommen werden.

## Funktionsweise
Notfall-CDs bestehen normalerweise aus einem bootfähigen System und Programmen, die auf diesem System operieren. Häufig ist dieses System eine Live Distribution von Linux, wie etwa im Fall der SystemRescueCd. Möglich ist aber auch der Betrieb einer Live-Version von Windows, wie im Fall von BartPE, oder ein BSD-System.
Notfall-CDs enthalten außerdem Tools, um beschädigte Systemdateien zu reparieren, ein System neu zu installieren oder nach Schadsoftware zu suchen. Ebenso sind häufig Diagnose-Tools enthalten, die einen Hardware-Fehler als Ursache für die Beschädigung des Systems erkennen sollen. Die meisten Notfall-CDs sind nicht kommerzielle Projekte. Viele erlauben und unterstützen es daher, sie nach eigenen Vorstellungen, zum Beispiel mit Programmen, zu erweitern.

## Bezug
Live-CDs können als Notfall-CDs dienen. Auch von manchen Herstellern von Antivirenprogrammen werden Notfall-CDs angeboten. In beiden Fällen kann man in der Regel Image-Dateien der jeweiligen Notfall-CD kostenlos aus dem Internet herunterladen.

## Notfall-CDs zur Abwehr von Malware
Einen Spezialfall stellen Notfall-CDs zur Abwehr von Malware dar. Hier befindet sich auf der CD häufig nur ein textbasiertes Linux und ein Virenscanner. Das Linux-System wird direkt vom Medium gestartet, so dass das eigentliche Betriebssystem des Computers umgangen wird. Viele Notfall-CDs können eine vorhandene Internetverbindung nutzen, um ihre Virusdatenbank auf den neuesten Stand zu bringen.
Von einem häufig einfachen Menü aus kann nach dem Booten ein Virenscan ausgeführt werden. Der Vorteil dieser Methode liegt darin, dass der Virenscanner Zugriff auf eventuell infizierte Systemdateien hat und diese unschädlich machen kann, beispielsweise durch Umbenennung oder Löschung der betroffenen Dateien.
Derartige Notfall-CDs werden von den Herstellern Avira, BitDefender, F-Secure, Kaspersky und Norman kostenlos zum Download angeboten.